# Eriauchenius anabohazo
Eriauchenius anabohazo is een spinnensoort uit de familie Archaeidae. De soort komt voor in Madagaskar.